# Srí Lankán történt légi közlekedési balesetek listája
A Srí Lankán történt légi közlekedési balesetek listája mind a halálos áldozattal járó, mind pedig a kisebb balesetek, meghibásodások miatt történt, gyakran csak az adott légiforgalmi járművet érintő baleseteket is tartalmazza évenkénti bontásban.

## Srí Lankán történt légi közlekedési balesetek

### 1974
- 1974. december 4., Maskeliya közelében. A Martinair légitársaság 138-as járata, egy McDonnell Douglas DC-8-55CF-es típusú utasszállító repülőgép hegyoldalnak csapódott. A balesetben a gépen utazó 182 utas és 9 fő személyzet tagjai közül mindenki életét vesztette. Ez volt 2018 szeptemberéig bezárólag az országban történt legsúlyosabb légi közlekedési baleset.[1]

### 1978
- 1978. november 15., Katunayake közelében. Az Icelandic Airlines légitársaság 001-es számú járata, egy Douglas DC-8-63CF típusú utasszállító repülőgép földnek csapódott. A járaton utazó 249 utas és 13 fő személyzet tagjai közül 183-an életüket vesztették, 32 fő megsérült, 79 fő túlélte a balesetet.[2]